# Wereldkampioenschappen openwaterzwemmen 2019 - 25 kilometer vrouwen
De 25 kilometer openwaterzwemmen voor vrouwen tijdens de wereldkampioenschappen openwaterzwemmen 2019 vond plaats op 17 juli 2019 in het Yeosu Expo Ocean Park.

## Uitslag
| Rang   | Naam                  | Land             | Tijd           |
| ------ | --------------------- | ---------------- | -------------- |
| Goud   | Ana Marcela Cunha     | Brazilië         | 5:08:03.0      |
| Zilver | Finnia Wunram         | Duitsland        | 5:08:11.6      |
| Brons  | Lara Grangeon         | Frankrijk        | 5:08:21.2      |
| 4      | Lisa Pou              | Frankrijk        | 5:08:28.4      |
| 5      | Erica Sullivan        | Verenigde Staten | 5:11:23.2      |
| 6      | Anna Olasz            | Hongarije        | 5:11:51.5      |
| 7      | Arianna Bridi         | Italië           | 5:11:52.6      |
| 8      | Onon Sömenek          | Hongarije        | 5:11:54.7      |
| 9      | Katy Campbell         | Verenigde Staten | 5:11:59.6      |
| 10     | Samantha Arévalo      | Ecuador          | 5:12:22.1      |
| 11     | Sofia Kolesnikova     | Rusland          | 5:12:30.0      |
| 12     | Lea Boy               | Duitsland        | 5:12:40.6      |
| 13     | Barbara Pozzobon      | Italië           | 5:12:53.7      |
| 14     | Ren Luomeng           | China            | 5:32:13.1      |
| 15     | Lenka Štěrbová        | Tsjechië         | 5:45:19.3      |
| 16     | Qu Fang               | China            | 5:59:12.3      |
| –      | Angélica André        | Portugal         | Niet gefinisht |
| –      | Anastasia Basaldoek   | Rusland          | Niet gefinisht |
| –      | Chelsea Gubecka       | Australië        | Niet gefinisht |
| –      | Karolína Balážiková   | Slowakije        | Niet gefinisht |
| –      | Sharon van Rouwendaal | Nederland        | Niet gestart   |